# Останні з нас (2-й сезон)
Прем'єра другого сезону американського постапокаліптичного драматичного телесеріалу «Останні з нас» відбулася на HBO 13 квітня 2025 року. Базуючись на основі франшизи відеоігор, розробленої компанією «Naughty Dog», серіал розгортається через двадцять–п'ять років після пандемії, спричиненої масовою грибковою інфекцією, яка змушує носіїв перетворюватися на схожих на зомбі істот і призводить до руйнації суспільства. Другий сезон, заснований на грі «The Last of Us Part II» 2020 року, розповідає про Джоела (Педро Паскаль) та Еллі (Белла Рамзі) через п'ять років після подій першого сезону, після того, як вони оселилися в Джексоні, штат Вайомінг, з братом Джоела, Томмі (Габріель Луна) і друзями Еллі — Діною (Ізабела Мерсед) і Джессі (Янг Мазіно).
HBO продовжив «Останні з нас» на другий сезон менш ніж через два тижні після прем’єри серіалу в січні 2023 року. До співавторів серіалу Крейга Мезіна та Ніла Дракманна в кімнаті сценаристів приєдналися Геллі Гросс і Бо Шім; Дракманн написав сценарій і був співрежисером відеоігор, а Гросс була співавтором Частини II. Зйомки проходили в Британській Колумбії з лютого по серпень 2024 року. Дракманн, Мезін і Пітер Хоар повернулися, щоб поставити сім епізодів разом із новачками — Кейт Геррон, Ніною Лопес-Коррадо, Марком Майлодом і Стівеном Вільямсом. Густаво Сантаолалья та Девід Флемінг повернулися, щоб написати музику.
Критики вважали, що цей сезон підтвердив статус «Останніх з нас» як найкращої адаптації відеоігор, високо оцінюючи екшн-сцени, режисуру, акторську гру, дизайн постановки та сценарій, хоча деякі критикували темп і вважали історію незавершеною. На програмованих каналах та Max прем'єру сезону в перший день переглянули 5,3 мільйона глядачів, що на 13 % більше, ніж під час прем'єри першого сезону.

## Акторський склад та персонажі

### Головний
- Педро Паскаль у ролі Джоела Міллера, закоренілого чоловіка середнього віку, який вижив[1][3]. У серіалі Джоел зображений більш фізично вразливим, ніж в іграх[4]. Його стосунки з Еллі стали напруженими, оскільки він збрехав їй наприкінці першого сезону[5].
- Белла Рамзі в ролі Еллі, 19-річної дівчини, яка має імунітет до інфекції кордицепса[2][3][6]. У другому сезоні Еллі стала жорсткішою, як Джоел, але зберегла свій гумор[7]. Зараз вона росте в Джексоні, набиває собі татуювання, вчиться грати на гітарі та розвиває стосунки з Діною[5].
- Габріель Луна в ролі Томмі, молодшого брата Джоела, який дотримується ідеалізму в надії на кращий світ[8][9]. Колишній «світлячок», Томмі відмовився від їхньої справи та керує комуною зі своєю дружиною Марією[10], від якої у нього є син на ім'я Бенджамін[11].
- Ізабела Мерсед у ролі Діни, коханої Еллі та колишньої Джессі. Вона — вільний дух і віддана Еллі, котрій кидає виклик жорстокість світу[12].
- Янг Мазіно[en] в ролі Джессі, важливого члена спільноти Джексона, чия самовідданість іноді має свою ціну[13]. Втративши все до того, як прибув до містечка, він цінує його почуття спільності та наполегливо працює, щоб переконатися, що воно не втрачено[14].

### Повторюваний
- Кейтлін Дівер у ролі Еббі, солдата, який прагне помститися Джоелу за смерть свого батька, і згодом ставить під сумнів свій світогляд[15][16]
- Рутина Веслі в ролі Марії, одного з лідерів тих, хто вижив у Джексоні. Вона — дружина Томмі та мати Бенджаміна[17][11]. У минулому — помічник окружного прокурора[en], Марія спокійна і милосердна[18][19].
- Роберт Джон Берк — Сет, колишній полісмен, який керує баром у Джексоні[20][21]. Гомофоб, він висловлює невдоволення поцілунком Еллі та Діни[21]. Пізніше він вибачається[22], і підтримує їхню подорож до Сіетла заради помсти[23][24].
- Спенсер Лорд[en] — Оуен, колишній «світлячок»[25], ніжна людина, чия фізична сила змушує його битися з ворогами, яких він не ненавидить[26]
- Таті Габріель — Нора, колишній «світлячок»[25], військовий медик, якій важко прийняти свою минулу поведінку[26]
- Аріела Барер[en] у ролі Мел, колишнього «світлячка» і дівчини Оуена[25], лікаря, відданого своїй ролі, яка бореться з реаліями війни[26], неохоче завдає іншим болю[27].
- Денні Рамірес[en] у ролі Менні, колишного «світлячка»[25], відданого солдата, який боїться підвести своїх друзів. Він зберігає веселе ставлення, незважаючи на біль свого минулого[26].
- Кетрін О'Гара в ролі Гейл, терапевта Джоела та дружини Юджина[28][29]. Вона цинічна, її не вводить в оману позування Джоела[30].

### Гостьовий
- Ноа Ламанна[en] — Кет, колишня Еллі і єдина інша відкрита квір Джексона[20][31]. У відеогрі вона згадується лише в записах в щоденнику Еллі[31].
- Джеффрі Райт у ролі Айзека Діксона, лідера ополчення, який стикається з триваючою війною у своїй гонитві за свободу. Райт повторює свою роль з відеогри[32].
- Аланна Убах[en] у ролі Ханрахан, оригінального персонажа телесеріалу[20]
- Джош Пек — Янович, солдат FEDRA в Сіетлі під командуванням Айзека. Він жартує з іншими солдатами про переслідування та смерть мирних жителів.[33]
- Бен Алерс[be] — Бертон, оригінальний персонаж[20]
- Геттієнн Парк[en] — Еліз Парк, оригінальний персонаж[20]
- Тоні Далтон як Хав'єр Міллер, батько Джоела та Томмі. Оригінальний персонаж серіалу, він — поліцейський, який вже застосовував насильство для дисциплінування своїх синів, оскільки в дитинстві з нього ще жорстокіше знущався власний батько[34].
- Джо Пантоліано — Юджин Лінден, чоловік Гейл[29]. У грі персонажа можна побачити лише на фотографії[20].

## Епізоди
| № серії (загалом) | № серії (в сезоні) | Назва серії                         | Режисер(и)         | Сценарист(и)                            | Оригінальна дата показу | Глядачів U.S. (млн) |
| --- | ------------------ | ----------------------------------- | ------------------ | --------------------------------------- | ----------------------- | ------------------- |
| 10 | 1                  | «Майбутні дні» «Future Days»        | Крейг Мезін        | Крейг Мезін                             | 13 квітня 2025          | 0.938               |
| Біля свіжих могил у Солт-Лейк-Сіті вцілілі «Світляки» Еббі та її друзі вирішують вбити Джоела й звернутися по допомогу до підрозділу Айзека в Сіетлі. Минуло 5 років. Еллі та Джоел живуть у Джексоні, штат Вайомінг, але їхні стосунки стали напруженими. Психотерапевтка Джоела, Ґейл, зізнається у своїй образі на нього за вбивство її зараженого чоловіка Юджина. Джоел висловлює свій смуток щодо Еллі та зізнається, що врятував її, але не розповідає деталей. Вирушивши на патрулювання за межі міста, Еллі та Діна знаходять лігво заражених у покинутому супермаркеті. Еллі провалюється у підвал, де вбиває зараженого нового типу — більш кмітливого та обережного. Еллі та Діна цілуються на вечірці, що викликає гомофобну образу з боку власника бару Сета; після того, як Джоел б'ється з ним, розлючена Еллі каже Джоелу, що їй не потрібна його допомога. Поки жителі міста святкують Новий рік, до Джексона крізь зламану стічну трубу проникає грибниця, а здалеку наближається загін на чолі з Еббі. |                    |                                     |                    |                                         |                         |                     |
| 11 | 2                  | «Крізь долину» «Through the Valley» | Марк Майлод        | Крейг Мезін                             | 20 квітня 2025          | 0.643               |
| Еббі з її загоном бачать наскільки великий Джексон і вирішують не атакувати місто безпосередньо. Сховавшись у старому маєтку поблизу Джексона, Еббі планує дочекатися Джоела. Та її друзі вважають, що це безперспективно і треба повернутися. Розвідуючи околиці міста, Еббі випадково будить орду заражених, що ховалися під снігом. Вона тікає, і її рятує Джоел, який патрулював разом із Діною. Орда прямує до Джексона, містяни запекло обороняються. Еббі приводить Джоела та Діну до маєтку, де Діну присипляють, а Еббі пояснює Джоелу, що вона дочка вбитого ним лікаря. Вона стріляє Джоелу в ногу та жорстоко й довго б'є його ключкою для гольфу. Еллі знаходить маєток, але не може врятувати Джоела й безпорадно дивиться як Еббі його добиває. Еллі обіцяє вбити Еббі. Жителі Джексона знищують орду ціною власних жертв і руйнувань у місті. Еллі, Діна та Джессі повертаються додому з тілом Джоела. |                    |                                     |                    |                                         |                         |                     |
| 12 | 3                  | «Шлях» «The Path»                   | Пітер Хоар         | Крейг Мезін                             | 27 квітня 2025          | 0.768               |
| Минуло три місяці, Діна розповідає Еллі, що їй вдалося з'ясувати про вбивць Джоела — це учасники Вашингтонського фронту визволення (WLF), котрий базується в Сіетлі. На зборах міської ради Еллі зачитує листа, яким закликає покарати вбивць Джоела. Але пропозицію відхиляють, бо шлях далекий, а цілі невизначені. Еллі збирає зброю, щоб вирушити до Сіетла сама. Діна вирішує приєднатися до подорожі й бере необхідні припаси. Сет, який голосно підтримував Еллі під час зборів міської ради, допомагає їм непомітно покинути Джексон. Наступного ранку Еллі залишає кавові зерна на могилі Джоела. У лісі Еллі та Діна зустрічають групу мертвих сектантів серафітів, включаючи маленьку дитину. Прибувши до Сіетла, обоє помічають відсутність там WLF. Тим часом колона з десятків солдатів марширує вулицями Сіетла в супроводі БТР. |                    |                                     |                    |                                         |                         |                     |
| 13 | 4                  | «День перший» «Day One»             | Кейт Геррон        | Крейг Мезін                             | 4 травня 2025           | 0.774               |
| У 2018 році Айзек Діксон зраджує свій загін Федерального агентства з реагування на стихійні лиха (FEDRA) та переходить на бік WLF, убивши товаришів гранатою. Одинадцять років по тому Айзек, тепер лідер WLF, допитує, а згодом вбиває серафіта, який відмовляється поділитися місцезнаходженням своєї групи. У перший день перебування в Сіетлі Еллі та Діна натрапляють на сліди сутички між FEDRA та WLF. Вони ховаються в музичній крамниці, де Еллі співає серенади Діні. Вночі вони знаходять групу повішених і випатраних солдатів WLF, убитих серафітами. Наближається загін WLF, тому Еллі й Діна тікають від них на станцію метро. Там виявляється багато заражених, Еллі кусають, коли вона рятує Діну. Коли вони ховаються в покинутому театрі, Діна готується застрелити Еллі, але та пояснює, що має імунітет. Діна зізнається Еллі, що вагітна, і вони займаються лесбійським сексом. Наступного ранку вони випадково чують, що WLF, включаючи подругу Еббі, Нору, перебувають у лікарні Лейкгілл. |                    |                                     |                    |                                         |                         |                     |
| 14 | 5                  | «Відчуй її любов» «Feel Her Love»   | Стівен Вільямс     | Крейг Мезін                             | 11 травня 2025          | 0.652               |
| Наближаючись до лікарні, Еллі та Діна зустрічають більше мертвих серафітів. Діна повторює Еллі, що не зупиниться в пошуках убивць Джоела. Від переслідувачів їх рятує Джессі, який прибув до Сіетла з Томмі, щоб знайти Еллі та Діну. Переслідувані «Світляками», всі троє потрапляють до занедбаного парку, де стають свідками того, як серафіти страчують солдата «Світляків». Серафіти помічають стеження та ранять Діну стрілою. Еллі відволікає серафітів і виносить Діну з парку. Далі Еллі продовжує шлях до лікарні сама. Вона знаходить Нору в підвалі, що заріс грибницею. Повітря там наповнене спорами, які заражають Нору. Побачивши, що спори не шкодять Еллі, Нора розуміє, що це та сама дівчина, заради якої Джоел убив «Світляків». Вона розповідає Еллі, що зробив Джоел. Та Еллі зізнається, що вже зрозуміла це, і не засуджує його. Взявши трубу, Еллі б'є Нору, щоб дізнатися, де перебуває Еббі. |                    |                                     |                    |                                         |                         |                     |
| 15 | 6                  | «Ціна» «The Price»                  | Ніл Дракманн       | Ніл Дракманн, Геллі Гросс і Крейг Мезін | 18 травня 2025          | 0.701               |
| Серія флешбеків показує зміну стосунків між Джоелом та Еллі. На її п'ятнадцятий день народження Джоел дарує їй відреставровану гітару. На шістнадцятий день народження він веде її до покинутого музею, садить у капсулу космічного корабля, показує полагоджену модель Сонячної системи. На сімнадцятий день народження він застає Еллі зненацька, коли вона робить татуювання, курить марихуану й цілується з дівчиною, що викликає між ними напругу. На дев'ятнадцятий день він бере Еллі на її перше патрулювання. На цей час Еллі підозрює, що Джоел убив «Світляків». Вони зустрічають Юджина, чоловіка психологині Ґейл, якого вкусили заражені. Джоел обіцяє Еллі, що відведе Юджина назад до Джексона, щоб попрощатися з дружиною. Але замість цього Джоел застрелює Юджина. Джоел бреше Ґейл, що Юджин застрелився сам, аби не наражати її на небезпеку. Еллі розкриває правду Ґейл. Дев'ять місяців по тому, після новорічного танцю, Еллі запитує Джоела, що він зробив насправді. Він зізнається, що вбив «Світляків» аби врятувати Еллі, але каже, що не шкодує про свої рішення. У теперішньому часі Еллі повертається до театру. |                    |                                     |                    |                                         |                         |                     |
| 16 | 7                  | «Конвергенція» «Convergence»        | Ніна Лопес-Коррадо | Ніл Дракманн, Геллі Гросс і Крейг Мезін | 25 травня 2025          | 0.680               |
| Еллі знову об'єднується з Діною та Джессі, та задумується над власною жорстокістю щодо Нори. Вона розповідає Діні як Джоел убив «Світляків», рятуючи її з лікарні. Діна пропонує повернутися додому. Джессі шукає Томмі та кличе Еллі на підмогу. Але Еллі помічає місце, де повинна перебувати Еббі, та самотужки пливе туди човном. Досягнувши іншого берега, Еллі опиняється в оточенні Серафітів, які збираються її повісити. Але раптова атака змушує їх тікати. Еллі знаходить Оуена та Мел і, цілячись у них з револьвера, вимагає додаткової інформації про місцезнаходження Еббі. Коли Оуен хапає пістолет, Еллі стріляє в нього. Куля вражає вагітну Мел, яка благає Еллі прийняти пологи. Джессі та Томмі рятують Еллі, і вони повертаються до театру. Еббі влаштовує на них засідку, вбиває Джессі, ранить Томмі та бере Еллі на приціл. Фінальна сцена показує як трьома днями раніше Менні будить Еббі, повідомляючи їй, що їх викликав Айзек. |                    |                                     |                    |                                         |                         |                     |

## Виробництво

### Розробка
27 січня 2023 року, менш ніж через два тижні після прем’єри першого сезону, HBO продовжив серіал на другий сезон. У той час як перший сезон охоплює події відеогри Naughty Dog «The Last of Us» (2013) і її завантажуваного доповнення «The Last of Us: Left Behind» (2014), другий сезон охоплює частину продовження, — «The Last of Us Part II» (2020). Дракманн і Мезін хотіли уникнути філлерів між іграми. Очікується, що Part II охопить кілька сезонів, і Мезін не хоче, щоб серіал обігнав ігри. Під час написання сценарію першого сезону Мезін і Друкманн забезпечили те, що персонажі залишаться вірними своєму розвитку у Part II на випадок, якщо серіал отримає більше сезонів.
Серіал створений Sony Pictures Television, PlayStation Productions, Naughty Dog, the Mighty Mint і Word Games, а Мезін, Дракманн, Керолін Штраус, Еван Веллс, Асад Кізілбаш і Картер Свон виступають виконавчими продюсерами; Жаклін Леско, яка була співвиконавчим продюсером першого сезону, була призначена виконавчим продюсером у березні 2023 року, а в лютому 2024 року до неї приєднався Сесіл О'Коннор, який продюсував перший сезон. У січні 2024 року було оголошено, що Друкманн, Мезін і Пітер Хоар повернуться на позиції режисерів, а також, що до них приєднаються новачки — Кейт Геррон, Ніна Лопес-Коррадо, Марк Майлод і Стівен Вільямс. Натхненний роботою Ноя Хоулі над «Фарґо», Мезін відчув, що робота над режисурою прем'єри дала йому змогу підготувати весь сезон, і згодом він тісно працював з кожним режисером на знімальному майданчику. У червні Мезін і Дракманн оголосили, що сезон складатиметься з семи епізодів. Серіал було продовжено на третій сезон 9 квітня 2025 року, перед прем'єрою другого.

### Кастинг

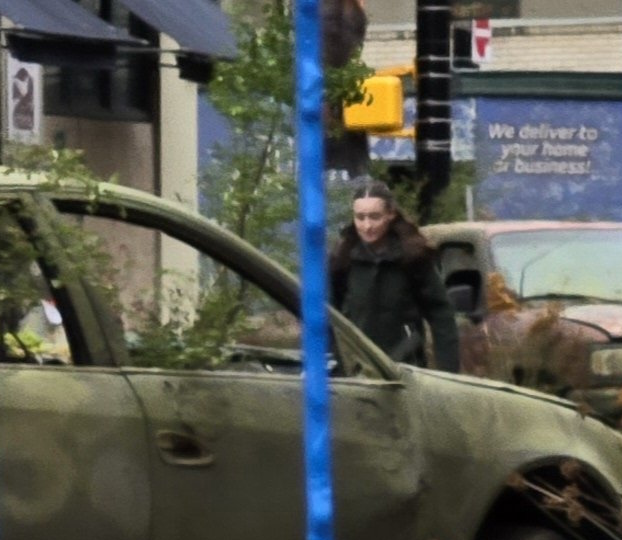
Белла Рамзі на знімальному майданчику в ролі Еллі в в серпні 2024 року

Дракманн відчув комфорт Педро Паскаля та Белли Рамзі та близькість з їхніми героями — Джоелем та Еллі відповідно — дозволивши їм «глибше зануритися» у їхню гру. Паскаль і Рамзі, які зблизилися під час зйомок першого сезону, вважали своє розставання «болісним» і «самотнішим» під час зйомок другого. Рамзі додала «зелений пункт» до свого контракту на другий сезон, який вимагав від усіх відділів впроваджувати сталі практики під час виробництва. Сезон представляє кілька нових персонажів і проводить з ними більше часу. Мезін відчув, що нові актори «чудово вписались» завдяки усталеній репутації серіалу. У травні 2023 року кастинг було призупинено через страйк Гільдії сценаристів Америки; актори проходили прослуховування зі сценами з The Last of Us Part II через відсутність сценаріїв.
Виробнича команда хотіла почати кастинг другого сезону з Еббі; кастинг на роль розпочався до страйку, і Дівер стала фаворитом після закінчення страйку в листопаді після реакції на її гру у фільмі «Ніхто тебе не врятує» (2023). Раніше вона з'являлася в грі Naughty Dog «Uncharted 4: A Thief's End» (2016) і в той час розглядалася як роль Еллі в покинутій екранізації The Last of Us. Про її кастинг було оголошено 9 січня 2024 року, потім Мазіно, на роль Джессі — 10 січня і Мерсед, на роль Діни — 11 січня. 2 лютого було оголошено про кастинг О'Гара, 1 березня — Рамірес, Барер, Габріель і Лорд, 24 травня — Райт, 5 березня 2025 — Алерс, Берк, Ламанна, Пантоліано, Пак і Убах.

### Сценарій

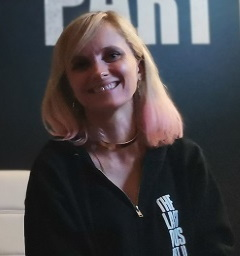
Співавторка сценарію «The Last of Us Part II» приєдналася до другого сезону.

У лютому 2023 року в Лос-Анджелесі було створено кімнату сценаристів для другого сезону, у якій до Мезіна та Дракманна приєдналися Геллі Гросс, яка разом із Дракманном написала сценарій Part II, і Бо Шім, новий сценарист. Гросс також була призначена співвиконавчим продюсером. Дракманн працював над історією під час розробки «The Last of Us Part II Remastered» (2024), що дозволило йому переглянути та проаналізувати її рішення та тонкощі. Сценаристи почали з того, що розділили розповідь Part II на частини, а потім вибрали деякі для другого сезону; тривалість із семи епізодів була обрана як природна переломна точка. Вони експериментували з кількома методами представлення нелінійної розповіді, зупинившись на тому, який вважався «найбільш впливовим». Розподіл на сезони спонукав до перегрупування оповіді, щоб представити інформацію раніше, ніж у грі, наприклад передісторію та стосунки Еббі:. Також було внесено деякі зміни, оскільки зміна точки зору гравців між Еллі та Еббі більше не застосовувалася. Матеріали, вилучені з гри, включно з дечим з частини II Remastered, було додано до серіалу.
Дракманн вважав себе упередженим, адаптуючи «близько знайому» історію, і намагався бути відкритим до змін; він і Мезін загалом погодилися. Сценарії були написані до квітня 2023 року з повним планом, але на написання вплинув страйк сценаристів у травні; Мезін подав перший епізод приблизно за 90 хвилин до початку страйку, і ні він, ні Дракманн не працювали над серіалом, поки тривав страйк. Натомість Мезін подумки описував сцени під час прогулянок, оскільки він планував швидко завершити сценарії після страйку, щоб забезпечити плавний графік виробництва. Мезін написав перші п'ять епізодів і став співавтором останніх двох разом з Дракманном і Гроссом. Другий сезон містить теми помсти, на відміну від тем безумовного кохання першого сезону; Дракманн відчув, що це «продовження кохання з першого сезону, і це тільки темна сторона медалі». Другий сезон, як і перший, виділяє кілька дуетів, таких як Еллі та Діна.
Дія другого сезону розгортається через п'ять років після фіналу першого сезону, після того, як Джоел збрехав Еллі, котру Мезін назвав «серцем, що б'ється» сезону. У ньому досліджуються теми трайбалізму та наслідків втрати близьких із групи, а також тривожний погляд на героїзм, якщо дивитися з альтернативних точок зору. Він також висвітлює теми змін, зростання та ескалації, які відображені всередині таких персонажів, як Еллі, та спільнот, як Джексон, а також у зовнішньому світі, що демонструється розширеними типами інфікованих. Запити глядачів на додаткові сцени з інфікованими після першого сезону узгоджувалися з власними почуттями Дракманна та Мезіна, що призвело до більшої уваги до інфікованих у другому сезоні. Знайомство сценаристів з виробництвом серіалу дозволило створити більше екшн-послідовностей, за допомогою яких вони підтримували зв'язки з розвитком персонажів. Мезін вважав, що обмежені дії першого сезону були результатом його зосередженості на Джоелі та Еллі, тоді як додаткові персонажі другого сезону надали ширший фокус:. Він хотів, щоб екшн демонстрував відчай і втрату, про які герої часто забувають, частково натхненний епізодом «Гри престолів» «Суворий Дім» (2015). Спори — вектор, через який поширюється інфекція в іграх — повертається у другому сезоні, замінені в першому сезоні вусиками, що утворюють єдину мережу.

### Зйомки
Другий сезон знімався переважно в Британській Колумбії понад 150 днів. Ванкувер виступає у ролі Сіетла, як видно з гри, завдяки декораціям, створеним художніми командами. Через страйки письменників і акторів основні зйомки розпочалися 12 лютого 2024 року під робочою назвою «Mega Sword». Мезін спочатку зрежисував свій епізод; у перший день зйомок брали участь Рамзі і Мерсед. Будівля в Камлупсі була вбрана, щоб повторити внутрішньоігровий Greenplace Market у лютому. Зйомки проходили в Калгарі, Альберта, де частково знімався перший сезон, 5–6 березня перед переїздом у Мішн, Форт Ленглі та Ленглі, копіюючи частини Джексона, Вайомінг. Епізод Мезіна наближався до завершення 12 березня. Виробництво повернулося до Альберти на 16 днів з 18 березня, а зйомки проходили в Ексшоу, на фортечній горі та вздовж шосе 1A з 21 по 24 березня, що вимагало снігу та часткового закриття шосе на 72 години. HBO спростував чутки про те, що Паскаль закінчив зйомки в березні.
Майлод режисував після Мезіна в лютому, потім Херрон і Хоар — у квітні, Вільямс і Дракманн — у травні, і Лопес-Коррадо — в липні. Ксенія Середа повернулася як головний оператор-постановник, працюючи з Мезіном, Хоаром, Вільямсом та Дракманном, тоді як Кетрін Голдшмідт працювала з Майлодом, Херроном та Лопес-Коррадо. У квітні в Британія-Біч було збудовано кілька міських будівель для виробництва. Зйомки проходили в центрі Ванкувера, в районі Істсайд, що імітує Сіетл, з солдатами та військовою технікою 4 травня, а також з Рамзі та Мерсед верхи на конях 11 травня; виробництво було заплановано із запізненням, причому деяким підприємствам було надано попередження за чотири дні. Шість вагонів SkyTrain моделі Mark I були придбані у TransLink на початку 2024 року та ребрендовані, щоб представляти Сіетл для виробництва.
Підготовчі роботи до виробництва в Нанаймо розпочалися 22 квітня, а дороги навколо площі Даяни Кролл перекрито з 29 квітня. З 13 по 14 травня було знято близько шести хвилин відеоматеріалу, на якому зображені Рамзі та Мерсед верхи на коні, дія якого відбувається навколо Капітолійського пагорба Сіетла та вигаданого готелю «Серевена». Кінь, використаний у виробництві, на ім'я Джазвей, раніше фігурував у телесеріалі «Сотня» (2014—2020) та фільмі «Світ Юрського періоду 3: Домініон» (2022). Кілька бізнесів закрилися під час зйомок, але отримали компенсацію, а деякі сусідні бізнеси спостерігали збільшення кількості покупців та онлайн-трафіку. Знімальна група покинула Нанаймо до 31 травня, і місто мало отримати подарунок за участь у серіалі. Зйомки проходили на приватній території в затоці Мінаті в Британія-Біч протягом п'яти днів — 5, 7, 12, 13 червня та 2 липня — за наявності димових та полум'яних піротехнічних засобів. Зйомки проходили в Чайнатауні, 8 липня, за участю Рамзі, Мерсед та вигаданих Серафітів у відтворенні Сіетла. Виробництво епізоду Дракманна було завершено до 9 липня.
Зйомки повернулися до центру міста Істсайд 12 липня, потім перемістилися до Стенлі-парку 13 липня та до центру Ванкувера 25 липня. Ділянка парку Харбор-Грін у Коул-Харбор була закрита з 25 по 27 липня для зйомок, на ній були рослинність та покинуті автомобілі. Зйомки проходили в Нью-Вестмінстері 28 липня, в театрі «Орфеум» 29 липня, а також поблизу вулиць Кордова та Кембі в Гастауні з 9 по 13 серпня. Заключна вечірка відбулася 18 серпня, а основні зйомки мали завершитися 21 серпня, за кілька тижнів до 9 вересня, як планувалося спочатку; вони завершилися 23 серпня. Протягом наступних шести місяців було проведено щонайменше три раунди додаткової зйомки, зокрема в центрі Ванкувера — зовні Guinness Tower та Oceanic Plaza — з 13 по 17 вересня, під час якої було зафільмовано колону військової техніки. Виробничий офіс закрився 27 вересня. Ванкуверський акваріум закрився раніше для додаткової зйомки 15–16 січня 2025 року.

### Музика

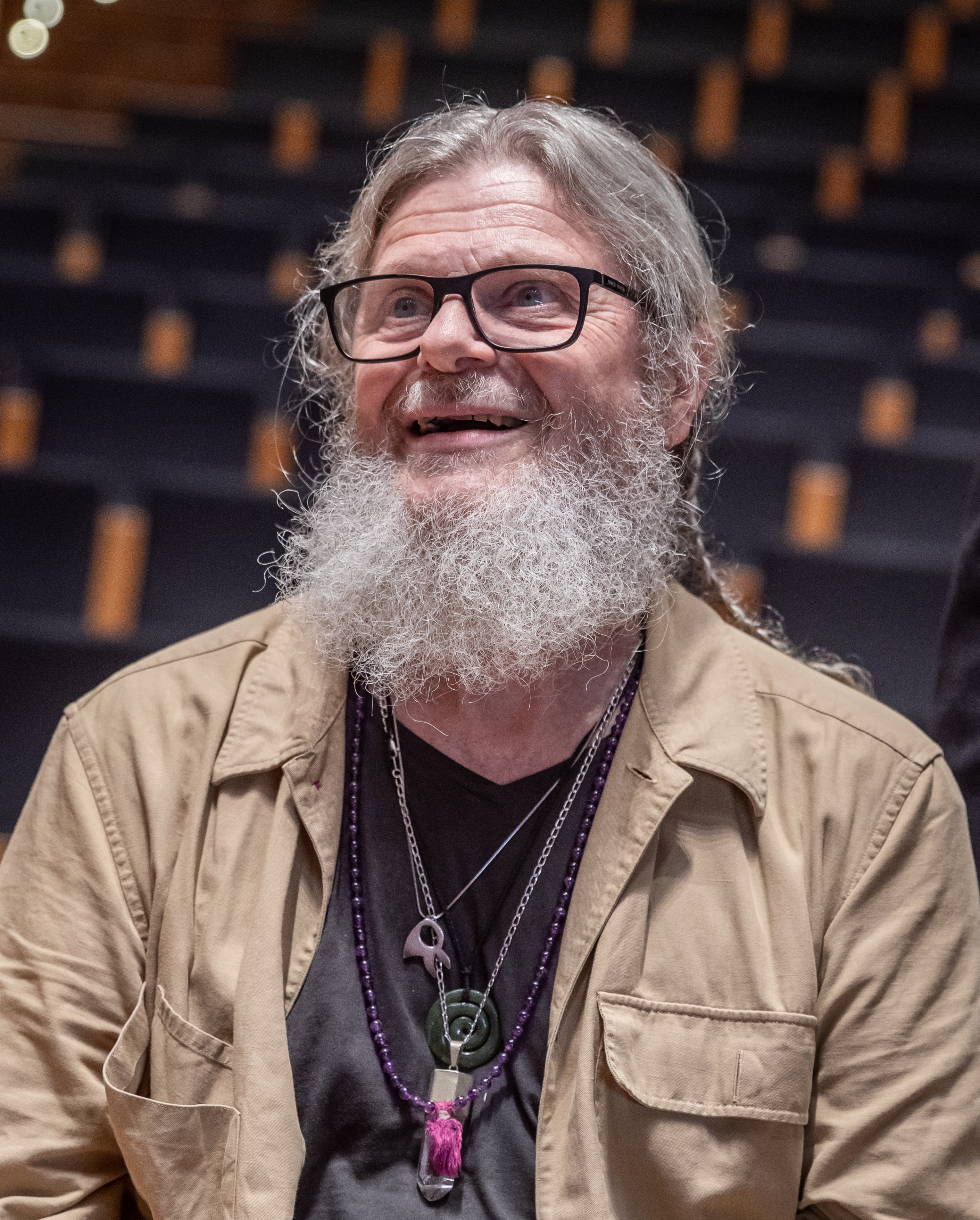
Густаво Сантаолалья повернувся, щоб написати до серіалу разом із.

Густаво Сантаолалья та Девід Флемінг повернулися, щоб написати музику до сезону; Сантаолалья писав музику для ігор. Сантаолалья вважав кожну тему взаємозамінною, переносячи музику ігор у різні сцени серіалу, що відповідають одній і тій самій емоції:. Він працював над музичним супроводом, заснованим на персонажах, а Флемінг — над екшн-музикою, і вони співпрацювали над поєднанням цих двох. Флемінг вважав, що відхилення від оригінальної ігрової музики Сантаолальї часто було необхідним, щоб надати серії власної ідентичності, але в іншому прагнув зберегти те саме відчуття та уникнути зайвих відхилень. Він відчував, що їхні різні підходи доповнюють їхні індивідуальні завдання для серіалу. Мезін працював з композиторами, щоб визначити конкретні звуки для кожного персонажа та групи, таких як Еллі, друзі Еббі та заражені. Вони писали музику під Еббі, щоб та відповідала її гніву, болю та травмам, схожа на ту, що була в Еллі. Цифровий альбом саундтреків із 41 треком був випущений 23 травня 2025 року.
Дракманн вважав музику сприятливою для оповіді, подібно до гри, де персонажі, які виконують або слухають музику, сприяючи побудові світу чи стосунків. Перший епізод названо на честь пісні гурту Pearl Jam «Future Days», яка звучить у грі; хоча цієї пісні ще не існувало у 2003 році, коли спалах епідемії відбувався в серіалі, Мезін та Дракманн вважали її включення важливим та тематично доречним для сюжетних ліній персонажів Джоела та Еллі:. В епізоді з'являються Сантаолалья та «Crooked Still» у епізодичних ролях, під час виконання музики останніх, що звучала в грі. Другий епізод названий на честь пісні Шона Джеймса «Through the Valley» та завершується кавером у виконанні Ешлі Джонсон, яка грала Еллі в іграх та матір Еллі, Анну, в серіалі. Кавер Джонсон був представлений у другій грі та її маркетингу; той, що представлений в епізоді, є поєднанням її оригінального виконання та нового запису. Мезін вважав, що деякі тексти пісень відображають події епізоду — «while Jackson may be saved, souls have been damned» — а інші відображають нездійсненне бажання зберегти його персонажів:.

### Дизайн
Художниця по костюмах Енн Фолі замінила Синтію Енн Саммерс у другому сезоні, спостерігаючи за проходженням гри, готуючись представити концепції. Як і Саммерс, вона вважала приземлену природу складнішою, ніж інші проекти. Стрибок у часі дозволив Фолі додати власні елементи до робіт Саммерс. Костюми Джоела були здебільшого збережені, щоб показати його спрощене ставлення, з ледь помітними змінами, такими як заправлені сорочки, щоб відобразити його батьківську роль, та трохи темніші тони, щоб передати його емоції, а костюми Еллі продемонстрували своє зростання за допомогою холоднішої кольорової палітри, імітуючи сині та зелені тони Джоела. На прохання Фолі, Рамзі намалювала на конверсах Еллі, щоб показати вік та характер персонажа. Фолі переконалася, що татуювання Еллі, яке зробила керівник відділу макіяжу Ребекка Лі, було помітним, і разом із Середою протестувала її зелену куртку на вулиці, щоб переконатися, що її колір «гарний».
Фолі використала кілька справжніх елементів одягу для персонажів, натхненних рекламою Marlboro для Tommy та «атмосферою кінця 90-х» куртки «Aviator Nation», щоб відповідати яскравій особистості Діни. Костюми WLF — це колишній одяг FEDRA, з коричнево-сірою кольоровою палітрою, що відображає брак ресурсів; Фолі використала ті ж кольори для Еббі як ледь помітний натяк. Костюми Серафітів, натхненні матеріалами розробки гри, відображають якість їхньої ручної роботи, а коричневий та зелений кольори відповідають лісам. Більшість костюмів були розроблені з захисними елементами від снігу та дощу та зістарені, щоб надати їм вінтажного вигляду, що відображає кінець 1990-х та початок 2000-х років. Мезін і Дракманн хотіли інтегрувати костюми з інфікованими, для чого Фолі тісно співпрацювала з командами протезистів. Деякі заражені, такі як клікери, потребували ітерацій тривалістю до десяти днів.
Дизайнер протезів Баррі Говер повернувся у другому сезоні. Мейзін вважав протези смерті Джоела найважливішими в сезоні. Паскаля було 3D-скановано, щоб Говер міг майструвати з урахуванням його вимірів, особливо враховуючи, що ліве око Паскаля було б закрите:. Говер змінив зовнішній вигляд деяких інфікованих, щоб відобразити холоднішу погоду, зробивши їх схожими на обморожених:. Шрамові протези Серафітів були виготовлені з пастоподібного матеріалу та загущені харчовим міксером; їм знадобилося близько 30–45 хвилин, щоб наносити на акторів. Говер хотів переконатися, що вони не заважатимуть виступам і не «займуть забагато місця». Леско та О'Коннор очолювали команди, відповідальні за екшн-сцени другого епізоду, серед яких були десятки каскадерів та близько 100 статистів у протезах; каскадери відвідували навчальний табір, щоб ознайомитися з ролями. Команда протезів щодня працювала приблизно з 20-30 виконавцями для зйомки крупним планом:. Дон Маколей, арт-директор першого сезону, замінив Джона Пейно на посаді художника-постановника другого.

### Постпродакшн
Тімоті А. Гуд повернувся як головний редактор другого сезону разом із Емілі Мендес у ролі редактора, до якої приєднався Саймон Сміт, який змонтував третій та п'ятий епізоди. Мезін раніше працював зі Смітом над серіалом «Чорнобиль» (2019). Гуда було призначено співпродюсером, він працював над звуковим міксом на ранніх етапах постпродакшну на прохання Мезіна:. Редактори стежать за матеріалом у міру його надходження, що Гуд вважає переповнюючим, але необхідним для пошуку найкращих дублів:. Мендес є шанувальником ігор, тоді як Гуд у них не грав; Мендес працював з Мезіном, щоб підійти до сцен з точки зору фанатів, тоді як Гуд підійшов із загальної точки зору:. Гуд подбав про те, щоб сцени були зосереджені на рішеннях Еббі, щоб глядачі могли зрозуміти її точку зору, незважаючи на її антагоністичні дії.
Майлод та перший помічник режисера Ден Міллер працювали з керівником відділу візуальних ефектів Алексом Вангом, щоб створити превізуалізацію для повної послідовності дій у другому епізоді. В епізоді було використано понад 600 кадрів з візуальними ефектами, що майже на 200 більше, ніж у п'ятому епізоді попереднього сезону. Хоча блоатер у тому епізоді спочатку був виконаний вручну, перш ніж його замінили комп'ютерно-згенерованими зображеннями (CGI), Ван та його команда створили блоатера у епізоді "Крізь долину" спочатку за допомогою CGI, щоб краще зрозуміти його дизайн. Над епізодом працювало одинадцять команд візуальних ефектів, включаючи Wētā FX — над зараженими: та Important Looking Pirates — над блоатером:.

## Реліз

### Трансляція та домашні медіа
У грудні 2023 року HBO оголосила, що прем'єра другого сезону відбудеться на телевізійній мережі та стрімінговому сервісі Max у 2025 році. Кейсі Блойс, голова та головний виконавчий директор HBO та Max, заявив, що серіал вийде в ефір протягом періоду відбору на наступну премію «Еммі». Дракманн оголосив про квітневе прем'єрне вікно сезону в рамках презентації Sony на Consumer Electronics Show (CES) 6 січня 2025 року; наступного місяця HBO оголосила дату прем'єри — 13 квітня. Версії кожного епізоду американською мовою жестів у виконанні Деніела Дюранта та зрежисовані Лейлою Ханаумі виходили на Max одночасно.
Перший епізод мав світову прем'єру на червоній доріжці в Китайському театрі TCL у Лос-Анджелесі 24 березня, після чого відбувся червоний килим і показ у Державному театрі в Сіднеї 2 квітня, у Ґран-Рекс у Парижі 5 квітня, та у Vue West End на Лестер-сквер, Лондон, 10 квітня. Попередній перегляд для інфлюенсерів відбувся у Domino Sugar Refinery, що в Брукліні. Max у партнерстві з Complex провів попередній показ третього епізоду в NYA Studios у Лос-Анджелесі 24 квітня. Закулісні відео під назвою «Всередині епізоду» публікувалися на Max та YouTube після кожного епізоду. Сезон був випущений для цифрового продажу у травні разом з версіями американською жестовою мовою, зокрема як комплект з першим сезоном, і запланований на випуск компанією «Warner Bros. Discovery Home Entertainment» на DVD, Blu-ray та Ultra HD Blu-ray (включаючи версію SteelBook) у Великій Британії 15 вересня 2025 року, а в Сполучених Штатах — 23 вересня. Реліз містить закулісні відео, зокрема екскурсії по знімальному майданчику, сесію запитань і відповідей з Паскалем і Рамзі, а також серію «Всередині епізоду».

### Реклама

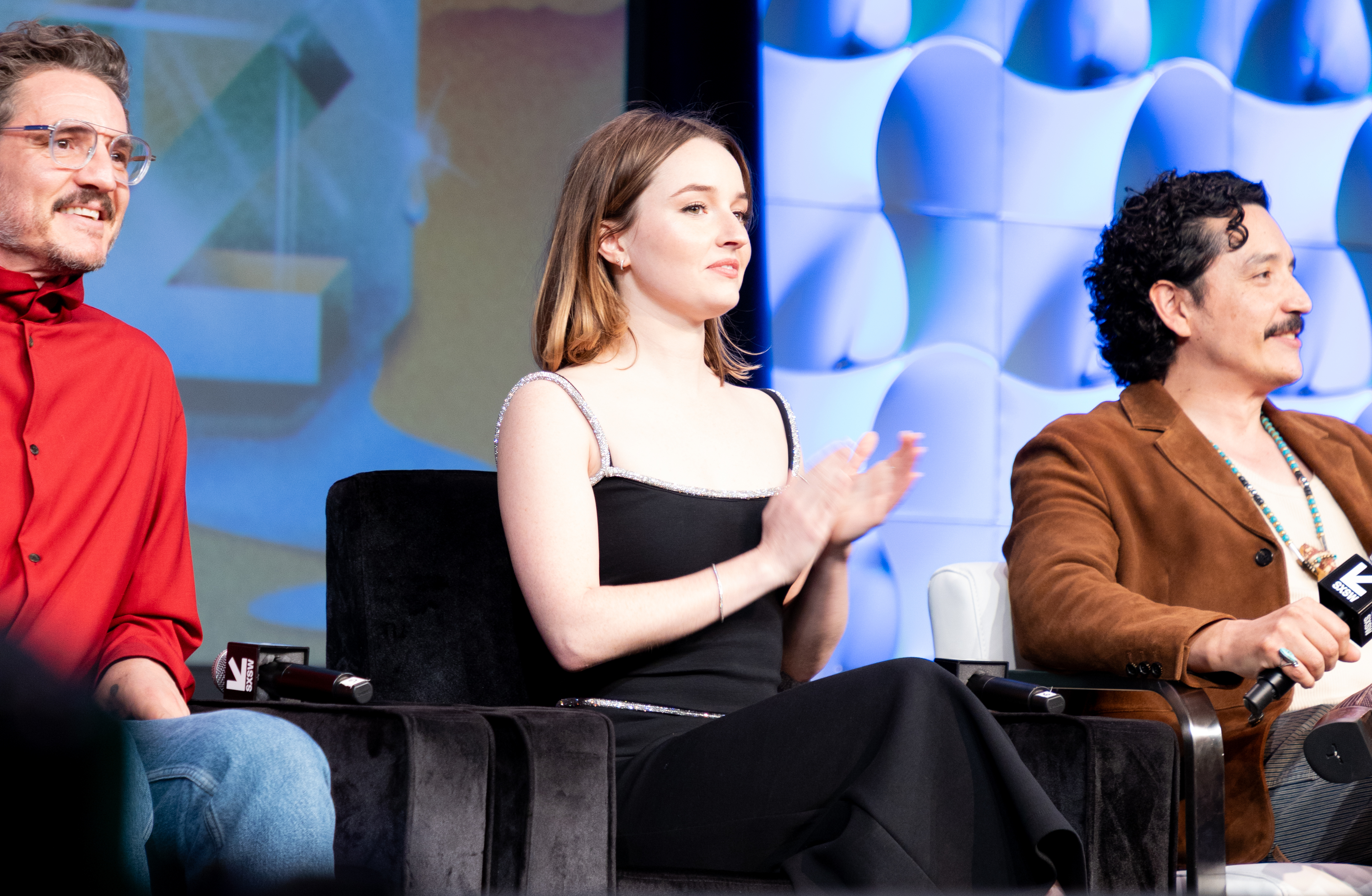
Педро Паскаль, Кейтлін Дівер та Габріель Луна рекламують Останні з нас на SXSW

Маркетингова команда підбирала точні кадри для кожного трейлера, щоб уникнути спойлерів, особливо щодо появи Еббі, уникаючи підходу другої частини до зміни персонажів у сценах; трейлери значною мірою відображають точку зору Еллі. 15 травня 2024 року HBO опублікував перші зображення Паскаля та Рамзі, а перші кадри за участю Девер, Мерсед, О'Гари та Райта — 4 серпня разом із фіналом другого сезону серіалу «Дім дракона». До Дня «Останніх з нас» 26 вересня HBO опублікував синопсис сезону, постери Грега Рута з Джоелом, Еллі та Еббі, а також перший тизер-трейлер, присвячений пісні гурту Pearl Jam «Future Days». Нові кадри були опубліковані 12 листопада разом із фіналом «Пінгвіна», а попередній перегляд був показаний на презентації Max у Лондоні 5 грудня. 12 грудня на церемонії вручення нагород The Game Awards 2024 Мерсед презентувала нагороду за найкращу адаптацію разом із Шеннон Вудворд, яка зіграла Діну в грі.
Тизер-трейлер був показаний під час презентації Sony на CES 6 січня 2025 року, а постери з персонажами Еббі, Еллі та Джоела були опубліковані 19 лютого. Девер, Дракманн, Луна, Мазін, Мазіно, Мерсед, Паскаль та Ремзі з'явилися на панелі на SXSW 8 березня, де було офіційно презентовано повний трейлер, який «злили» кількома годинами раніше. Він отримав найбільшу кількість переглядів за три дні серед усіх оригінальних трейлерів HBO та Max — 158 мільйонів, що на 160 % більше, ніж у попередньому сезоні серіалу. Ключовий арт сезону був опублікований 13 березня, потім 20 березня — постер Джоела та Еллі, а 24 березня — постери дев'яти персонажів. Супутній подкаст шоу повертався разом із кожним епізодом, ведучим якого був Трой Бейкер (який зіграв Джоела в іграх та Джеймса в першому сезоні) разом із Дракманном та Мазіном.
Компанія «Sony Pictures Consumer Products» обрала бренд-партнерів, які відповідають темам та змісту оповіді; партнерства були оголошені в березні та представлені протягом наступного місяця: кава з кордицепсом від «Four Sigmatic», шоколад з кордицепсом від Alice Mushrooms (співвласником якої є Паскаль), джинсовий одяг від «Wrangler», чоботи від Timberland, та акустична гітара від «Taylor Guitars». HBO у партнерстві з футбольним клубом «Атлетік» розмістили логотип серіалу на ігровій формі клубу 13 квітня та на стадіоні «Сан-Мамес» з 9 по 15 квітня. Для своєї ювілейної кампанії «La Playa Awaits», присвяченої 100-річчю, «Corona» у партнерстві з «Warner Bros. Discovery Ad Sales» обслуговували прем'єру в Лос-Анджелесі, спонсорували показ для інфлюенсерів та забезпечували титульне спонсорство у квітні та травні, включаючи версії АЖМ, заставки та трансляцію Max 27 квітня; Луна також знявся у двох рекламних роликах «Corona». Цифровий реліз The Last of Us Complete — ігрового комплекту, що містить ремастеризовані версії The Last of Us Part I та Part II для PlayStation 5 — відбувся 10 квітня, перед прем'єрою сезону.
Світовий прес-тур тривав від прем'єри на червоній доріжці 24 березня до виходу першого епізоду в ефір 13 квітня. Паскаль з'явився на шоу «Джиммі Кіммел наживо!» разом із уривком із серіалу 24 березня, а Ремзі з'явилася на обкладинках британського «Vogue» та «The Hollywood Reporter», а також на цифровій «обкладинці» Entertainment Weekly разом із Девер та Паскалем у квітні. Девер, Луна, Мазіно, Мерсед, Ремзі та Райт відвідали прес-захід у гавані Сіднея, щоб відсвяткувати австралійський запуск Max 31 березня, разом із прем'єрою 2 квітня, а Дракманн, Мазін та Ремзі відвідали телевізійну панель Deadline Contenders 5 квітня. Ремзі з'явилася на «The Tonight Show Starring Jimmy Fallon» 7 квітня, показавши уривок із серіалу та прочитавши реп-підсумок першого сезону, та на «The Jonathan Ross Show» 12 квітня, а Луна та Мерсед представили «Audio Achievement» на 21-й церемонії вручення нагород Британської академії ігор 8 квітня.
Додаткові відео та зображення з сезону були опубліковані за тиждень до його прем'єри, а кілька сторінок на сайті Max отримали дизайн, натхненний грибами, які повільно росли протягом попередніх днів. Мерсед стала моделлю на обкладинці травневого випуску журналу L'Officiel USA. Мазіно та Мерсед з'явилися на «The Tonight Show Starring Jimmy Fallon» 15 та 20 травня, остання дебютувала на пізньому нічному ток-шоу, і обидві з'явилися на «The Kelly Clarkson Show» 20 травня разом із фрагментом фіналу, тоді як Девер була на «Jimmy Kimmel Live!» 29 травня. Дракманн, Мейзін та Мерсед відвідали захід «На вашу думку» (FYC), організований Sony Pictures Television у своїх студіях 29 травня, а Дракманн і Мейзін відвідали драматичну панель «Ніч у кімнаті письменників» від «Variety» 5 червня. У Лос-Анджелесі кілька членів знімальної групи — Флемінг, Гуд, Маколей, Мазін, Середа та Ван — відвідали панель IGN Live 8 червня, а також, разом з Дракманном, захід FYC Emmys 9 червня; у другій панелі FYC, яку модерував Роб Макелгенні, взяли участь Девер, Дракманн, Луна, Мазін, Мазіно, Мерсед та Ремзі.

## Сприйняття

### Критика
Другий сезон серіалу «Останні з нас» отримав «загальне визнання» за даними агрегатора оглядів «Metacritic», із середньозваженою оцінкою 81 зі 100 на основі 42 рецензій. На Rotten Tomatoes 92 % з 259 критиків дали позитивний відгук, середня оцінка 8,1 з 10. Загальний консенсус веб-сайту назвав його «складним розширенням, яке зберігає чудову продуктивність і правдоподібність свого попередника». Критики вважали, що цей сезон підтвердив статус «Останніх з нас» як найкращої адаптації відеоігор; Джеремі Матхай з /Film, вважає, що він «встановлює новий стандарт». Джон Ньюджент з «Empire» назвав його «ще однією чудовою серією епізодів» та «постапокаліптичним телебаченням на піку свого розвитку», а Росс Бонейм з «Collider» оголосив його «одним із найкращих сезонів 2025 року». Рецензенти високо оцінили екшн-сцени, режисуру, акторську гру, сценографію та сценарій, хоча деякі критикували темп і вважали історію незавершеною.
Матахі з «/Film» високо оцінив єдине творче бачення кожного виробничого відділу, а Бонайме з «Collider» похвалив відповідність кожного режисера знайомій йому тематиці. Кілька рецензентів порівняли екшн-сцени другого епізоду з «Грою престолів» у її найкращому вигляді; Ньюджент з «Empire» назвав його «винятковим масштабним кінематографічним телебаченням, яке мало хто може зібрати, окрім HBO», а Джеймс Джексон з «The Times» порівняв його з початковою сценою фільму «Врятувати рядового Раяна» (1998), хоча Саймон Карді з «IGN» вважав його надмірною компенсацією рідкісних екшн-сцен першого сезону та вважав, що це затьмарило інші ключові моменти. Багато критиків вважали шостий епізод найвидатнішим, оскільки він підкреслив стосунки Джоела та Еллі, хоча деякі вважали, що він підкреслив їхню помітну відсутність в інших частинах сезону, а Карді з «IGN» вважав, що це негативно вплинуло на динаміку. Деякі рецензенти вважали прем'єрний епізод ефективним, але фінал — найслабшим. Похвалу отримали операторська робота за підкреслення акторської майстерності та відповідність кінематографічним якостям гри, а також дизайн постановки за представлення краси та руйнувань світу, хоча Чейз Гатчінсон з «TheWrap» вважав, що відтворення Сіетла часом кульгає.
Кілька рецензентів високо оцінили глибші теми та складніших персонажів сезону, особливо його зосередження на стосунках Еллі та інших. Луїза Гріффін з Radio Times високо оцінила «неперевершену розповідь» та те, як сценаристи відображають деталі, перспективи та флешбеки для розвитку світу,[266] а Матхай з /Film виявив, що багато сцен набувають додаткових значень при повторних переглядах. Багато хто хвалив адаптацію сцен відповідно до середовища, а деякі вважали, що оригінальний сценарій був найсильнішим, хоча Лорен Мілічі з Total Film вважала, що він «не в змозі передати таку ж емоційну вагу, як вихідний матеріал», з незадовільними змінами, а Карді з IGN поставив під сумнів, чи зробила легкість гри Еллі та Еббі більш приємною. Деякі рецензенти вважали, що відсутність сцен з Джоелом та Еллі зробила другий сезон слабшим за перший, а інші вважали швидший темп шкідливим, а оповідь незадовільно неповною, особливо це продемонстровано на прикладі ворогуючих угруповань у Сіетлі. Енджі Хан з «The Hollywood Reporter» написала, що цьому сезону бракувало «багатої лірики… розлогої людяності [та] руйнівної розв'язки», як у першому". Дехто вважав нових персонажів, таких як Еббі, Ісаак та Ханрахан, недостатньо розвиненими, а нехронологічний сюжет відволікав від темпу та побудови світу. Інші вважали політичні алегорії надмірно спрощеними або образливими.
Критики високо оцінили гру акторів та хімію між Паскалем і Рамзі; Алан Сепінволл з Rolling Stone вважав деякі епізоди слабшими через їхню відсутність, а Матхай з /Film вважав їхні витонченіші моменти найефектнішими. Критики хвалили Паскаля за те, що він привніс у Джоела теплоту, харизму та витривалість — Бонайме з Collider назвав його гру найкращою у його кар'єрі — а Рамзі — за те, що вона перетворила Еллі на травмовану молоду дорослу особу, зберігаючи при цьому емоційну незрілість та грайливість. Багато рецензентів вважали Мерсед родзинкою сезону завдяки її співчуттю та гумору, а також її хімії з Рамзі, а гру Девер високо оцінили за її зображення горя, люті та ненависті; дехто вважав, що вона затьмарила інших. Кілька критиків високо оцінили драматичні акторські здібності О'Гари, а також захопливу та загрозливу натуру Райта, яка одразу ж приваблює його тривожною харизмою. Гру Барер було високо оцінено за її потужне спустошення, а також похвала була адресована грі Луни, Мазіно та Веслі, хоча деякі рецензенти вважали їх недостатньо зіграними, а персонажів — недорозвиненими. Валері Еттенгофер з «Інверс» вважала деякі взаємодії «на дивно штучними» на відміну від першого сезону.

### Реакція аудиторії
Сезон став об'єктом бомбардування відгуками на Rotten Tomatoes, зі своїм рейтингом схвалення 61 % після першого епізоду та падінням до 49 % після третього та 39 % після шостого. Подібна критика сталася на Metacritic, в результаті чого оцінка користувачів склала 3,6/10, причому 62 % були класифіковані як «негативні». Початкову критику викликали відсутність схожості Рамзі та Дівер з їхніми ігровими персонажами, спосіб смерті Джоела, та деякі більші зміни порівняно з вихідним матеріалом, такі як сюжетна арка Еббі. Під час виходу сезону в ефір журналісти пояснювали значну частину пізнішої негативної реакції гомофобною реакцією на історію кохання Еллі та Діни та скаргами на «Woke-культуру»; Метт Мінтон з «Variety» назвав це «сумним відображенням того роду ненависницької риторики, яка стає дедалі поширенішою в політичному кліматі». Четвертий епізод, у якому є сцена сексу з Еллі та Діною, мав найнижчий рейтинг на IMDb, понад 20 % користувачів оцінили його на 1/10.
Лен Піттс з GameSpot зазначив, що більшість оглядів не містять «ніякого нюансу чи цінності». Хоча деякі користувачі критикували акторську гру Рамзі, деякі висміювали її зовнішність та гендерну ідентичність; сабреддіт r/TheLastOfUs2 був здебільшого присвячений критиці та мемам про їхню зовнішність. Журналісти виявили тенденцію до того, що молодих акторок обирають мішенню за їхні ролі, таких як Голлі Бейлі за роль у «Русалоньці» та Рейчел Зеглер за роль у «Білосніжці», що деякі порівнювали з геймергейтом. Ребекка Оніон зі Slate нарікала на неможливість критикувати шоу, не сприяючи негативній реакції в Інтернеті. Багато журналістів порівняли реакцію на відеогру, яка була аналогічно розкритикована рецензіями; дехто, зокрема Лора Бейлі, яка грає Еббі в грі, вважала, що окремі сцени були адаптовані по-різному у відповідь на негативну реакцію на гру, наприклад, Еббі було представлено більш співчутливо з моменту її першої появи.

### Рейтинги
Кількість переглядів першого сезону зросла на 150 % за тиждень до прем'єри другого сезону. У першу ніч показу епізод переглянули 5,3 мільйона людей у Сполучених Штатах, включаючи лінійних глядачів та стріми на Max, що на 13 % більше, ніж під час прем'єри першого сезону. Протягом кількох годин сезон став п'ятим за кількістю переглядів серед усіх стрімінгових сервісів за тиждень; він очолював чарт протягом наступних семи тижнів. У Канаді це був третій за популярністю серіал тижня протягом кількох годин після прем'єри, а згодом протягом наступних семи тижнів увійшов до першої двійки, досягнувши піку на третьому тижні з більш ніж 76-кратним перевищенням середнього попиту на телевізійні шоу, перш ніж опуститися на четверте місце в червні.
Порівняно з прем'єрою першого сезону, серіал транслювався 805 мільйонів хвилин з 14 по 20 квітня, посівши п'яте місце за тиждень, та досяг піку в 937 мільйонів хвилин з 21 по 27 квітня, посівши третє місце. Його транслювали 827 мільйонів хвилин з 28 квітня по 4 травня, що дозволило посісти п'яте місце, та 738, 745 та 707 мільйонів хвилин з 5 по 11, 12–18 та 19–25 травня відповідно, посівши сьоме місце. Джеймс Гібберд з «The Hollywood Reporter» зазначив, що зниження переглядів у другому сезоні є поширеним явищем, але пояснив 18 % падіння, порівняно з першими п'ятьма епізодами першого сезону, смертю Джоела, задовільним завершенням фіналу першого сезону та складністю розповіді історії другої частини, що порівняно з останніми трьома сезонами «Гри престолів».
Фінал мав 3,7 мільйона лінійних та потокових глядачів у першу ніч — на 30 % менше, ніж у прем'єри, та на 55 % менше, ніж у фіналу першого сезону, що HBO пояснила вихідними на День пам'яті, очікуючи, що кількість глядачів зросте пізніше, виходячи з попередніх даних. Серіал транслювався 661 мільйон хвилин з 26 травня по 1 червня, посівши одинадцяте місце. У травні серіал був популярним серед чоловіків, посівши восьме місце (313 мільйонів хвилин) для тих, хто не є батьками, та одинадцяте (401 мільйон хвилин) — для батьків. До травня середня аудиторія кожного епізоду сезону становила майже 37 мільйонів глядачів по всьому світу, що більше, ніж 32 мільйони глядачів першого сезону протягом 90 днів. Загалом серіал зібрав понад 90 мільйонів глядачів по всьому світу з моменту виходу фіналу першого сезону.

### Комерційний вплив
Щоденна кількість активних користувачів Part I, Part II та програми «Max» зросла на 40 % після прем'єри сезону, тоді як кількість завантажень Max збільшилася на 6 %. Протягом тижня після виходу фінального епізоду, Part II Remastered та Part I були першою та третьою найпопулярнішими іграми для PlayStation 5 на Amazon у Сполучених Штатах, а перша знову потрапила до чартів як шоста найпопулярніша фізична гра у Великій Британії. За словами медіа-аналітика Кріса Коломбо, під час виходу сезону Part II Remastered було продано приблизно два мільйони разів, тоді як зростання передплатників оцінюється в 72 мільйони доларів США прибутку для Max.

### Нагороди і номінації
«Останні з нас» очолювали номінації на телевізійну премію 25-ї премії «Золотий трейлер» з дев'ятьма номінаціями за маркетинг, вигравши премію «Найкращий постер до драми/бойовика», та 5-ту премію «Вибір критиків» із шістьма номінаціями, включаючи по дві для Паскаля та Рамзі. Він отримав 13 номінацій на 5-й церемонії вручення премії Astra TV Awards, включаючи найкращий драматичний серіал та дев'ять номінацій на найкращу акторську гру; Мерсед і Райт отримали нагороди за найкращу жіночу роль другого плану та найкращого запрошеного актора в драматичному серіалі відповідно. На 77-й церемонії вручення премії «Еммі» обмежена роль Паскаля у другому сезоні спонукала до вибору між головною та другорядною номінаціями, тоді як Девер також мала вибирати між другорядною та запрошеною номінаціями; Паскаль подав заявку на головну номінацію, а Девер — на запрошену. Понад третина заявок на премію «Еммі» за цей сезон була за другий епізод. Мерсед отримала нагороду «Next Generation Impact Award» на гала-церемонії NHMC Impact Awards за ролі у «Останні з нас» та «Супермен» (2025), а Мазіно отримала почесну згадку за видатну роль другого плану від Gold List in Television від Gold House.